# 斎藤英津子
斎藤 英津子（さいとう えつこ、1970年7月8日 - ）は、日本の元タレント、フリーアナウンサー。

## 人物
大分県大分市出身。早稲田大学第一文学部卒業。趣味は料理。
大学在学中の1992年（平成4年）、テレビの情報番組『サンデーモーニング』（TBS）のオーディションを受けて合格、関口宏事務所に所属し、キャスターとして同番組にレギュラー出演した。
その後は他の番組のキャスターやラジオパーソナリティも務めたが、2001年（平成13年）に結婚してアメリカ合衆国に移住、翌年8月には男児を出産した。結婚後は芸能活動を行っていない。

## 主な出演

### テレビ
- サタデースポーツ（NHK）
- サンデースポーツ （NHK）
- スポーツ100万倍（NHK）
- きょうの健康（NHK）
- プロ野球ニュース（フジテレビ・1995年4月 - 1996年3月）
- サンデーモーニング（TBS）
- エクスプレス（TBS）
- まっ昼ま王!!『濡れてにアワー!!』（テレビ朝日）
- 田尾スポ（関西テレビ）
- ダウトをさがせR（毎日放送）

### ラジオ
- アーティストスペシャル（FM横浜）
- TOYOBOメモリーポップス（TBSラジオ）

### CM
- メットライフ生命保険